# Баскин (Луизијана)
Баскин (енгл. Baskin) град је у америчкој савезној држави Луизијана.

## Демографија
По попису из 2010. године број становника је 254, што је 66 (35,1%) становника више него 2000. године.
| Група             | 2000.       | 2010.       |
| Белци             | 177 (94,1%) | 234 (92,1%) |
| Афроамериканци    | 5 (2,7%)    | 15 (5,9%)   |
| Азијати           | 0 (0,0%)    | 0 (0,0%)    |
| Хиспаноамериканци | 1 (0,5%)    | 0 (0,0%)    |
| Укупно            | 188         | 254         |